# Kvader (germanfolk)

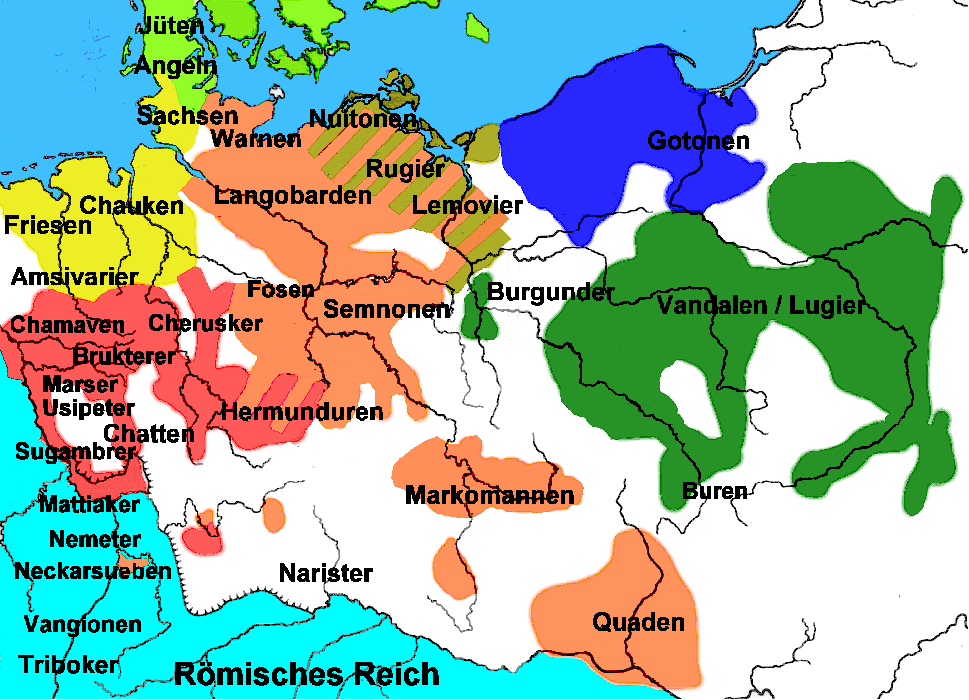
Kvader (Quader) bland övriga germanfolk.

Kvader, var en germansk stam tillhörande sveberna; från omkring Kristi födelse till folkvandringstiden bosatt i Mähren. De anslöt sig till markomannernas stamförbund under Marbod omkring år 1. Efter 150 e.Kr. blev de förbundna folkgrupperna angripna av vandalerna vilket gjorde att de på nytt försökte tränga in på romersk mark. Detta föranledde markomannerkriget år 169 e.Kr.. Kejsar Marcus Aurelius lyckades dock slå tillbaka dem och tvingade dem till landavträdelser.
Senare ingick kvaderna i både alemannernas, svebernas och bavariernas (bajuvariernas) större folkstammar. De var också en av de folkstammar som översvämmade Gallien efter att Stilicho tvingats lämna denna gräns efter upproren i Illyrien 406 e.Kr.. Kvaderna var således den största folkstammen i den svebiska folkgrupp som tågade plundrande ner mot Spanien och grundade ett rike på den nordvästra delen av Iberiska halvön år 409 e.Kr.. Detta rike bestod ända till år 586 e.Kr.. då visigoterna intog det.